# Муравли (Волгоградская область)
Муравли́ — хутор во Фроловском районе Волгоградской области России. Входит в Малодельское сельское поселение

## География
Хутор расположен в 13 км юго-восточнее станицы Малодельская, в верхнем течении реки Безымянной.

## Инфраструктура
К населённому пункту подведено электричество, дороги грунтовые (находится на пересечении дорог «Благодатный—Атамановка» и «Малодельская—Дудаченский»). До ближайшей асфальтированной дороги (хутор Атамановка) 6 км.
Места для рыбалки, охоты.
Жителей мало.

## История
До 1918 года хутор Муравлев входил в Малодельский юрт Усть-Медведицкого округа Области Войска Донского.